# Parapachymorpha spinosa
Parapachymorpha spinosa är en insektsart som beskrevs av Brunner von Wattenwyl 1893. Parapachymorpha spinosa ingår i släktet Parapachymorpha och familjen Phasmatidae. Inga underarter finns listade i Catalogue of Life.